# 瓦倫多夫
瓦伦多夫（德語：Wallendorf，發音：[ˈvalənˌdɔʁf]）是德国莱茵兰-普法尔茨州的市镇，属于比特堡-普吕姆-艾费尔山县。该市镇总面积为8.71平方千米，截至2023年12月31日总人口为354人。